# Tempo3
TEMPO³, de l'acrònim anglès Tethered Experiment for Mars inter-Planetary Operations és la proposta basada del Satèl·lit artificial CubeSat destinat a demostrar la generació de gravetat artificial centrípeta. Després del llançament, la nau espacial girarà extrem a extrem per crear una acceleració semblant a la gravetat en els dos extrems d’una corretja de subjecció. El projecte està sent gestionat per la Mars Society. Té com a objectiu construir des de proves a gran altitud fins a un eventual vol orbital. L'estat es desconeix des del 2012.

## Antecedents
En l'arquitectura Mars Direct per a una missió entre humans a Mart, la tripulació que es dirigia a Mart utilitza el seu escenari superior descartat com a contrapès per girar extrem a extrem. Aquesta acció genera gravetat per a la tripulació i impedeix que hagin de passar el viatge de sis mesos en condicions de gravetat zero. Gemini 11 i 12 van mostrar que el concepte era viable, però des de llavors no hi ha hagut cap treball relacionat amb la gravetat utilitzant corretges de subjecció.
TEMPO³ va ser seleccionat com el guanyador del Mars Project Challenge, dirigit per la Mars Society el 2008, per determinar el proper gran projecte del grup.

## Concepte de missió
La nau espacial es llançarà amb altres satèl·lits CubeSat. Després de separar-se del seu portador, TEMPO³ girarà i es dividirà en dues parts connectades per una corretja de subjecció. La separació alentirà la velocitat de gir, però augmentarà l'acceleració mesurada als extrems. Els acceleròmetres a bord de la nau espacial detectaran la quantitat de gravetat demostrada i transmetran aquestes dades a la Terra.